# Calle del Lehendakari Aguirre
La calle del Lehendakari Aguirre, que en otras épocas se ha conocido como calle del Hospital, cuesta del Teatro y cuesta del Banco de España, es una vía pública de la ciudad española de Vitoria.

## Descripción

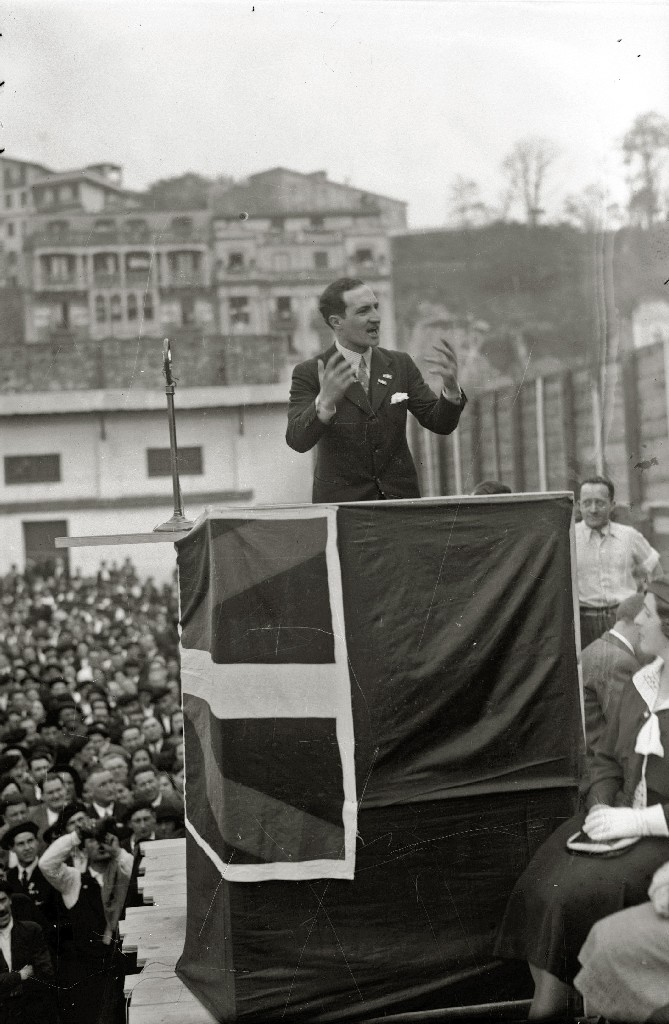
José Antonio Aguirre, político que da nombre a la calle

En un principio, se conoció como calle del Hospital, al encontrarse allí el hospital durante la época medieval. Más adelante, fue parte de la calle de San Francisco, pero cuando el 12 de octubre de 1887 se le dio el título de cuesta del Teatro, principiaba en la plaza de Bilbao y concluía en la cuesta de San Francisco. El costado oriental de la cuesta se hallaba ocupado en su mitad por el teatro de Vitoria, edificado en 1821 según los planos de Silvestre Pérez. Antes de conocerse como calle del Lehendakari Aguirre, título que ostenta en la actualidad, se llamó cuesta del Banco de España, pues en el edificio que hoy alberga el Centro Memorial de las Víctimas del Terrorismo tenía sede aquella institución financiera. En la actualidad, discurre desde la calle de Postas hasta la de Mateo Benigno de Moraza. Honra con el nombre actual a José Antonio Aguirre y Lecube (1904-1960), primer lendakari del Gobierno Provisional del País Vasco.